# Nazionale maschile di pallacanestro dell'Australia
La nazionale di pallacanestro dell'Australia, selezione dei migliori giocatori di pallacanestro di nazionalità australiana, rappresenta l'Australia nelle competizioni internazionali di pallacanestro organizzate dalla FIBA. È gestita dalla Federazione cestistica dell'Australia.
Attualmente l'allenatore è Brian Goorjian.

## Divisa e colori
La nazionale australiana adotta una maglia gialla con risvolti verdi, pantaloncini verdi e calzettoni gialli. Pur non essendo riconosciuto da nessun altro organo federale né dalle Nazioni Unite, gli australiani adottano un vessillo formato da due bande orizzontali di colore giallo e verde, colori che rappresentano rispettivamente il sole e la terra, a tratti ancora vergine, del nuovissimo continente. Tra l'altro anche altre nazionali sportive del paese australiano, come quelle di calcio, rugby e cricket, adottano quei colori.

## Storia

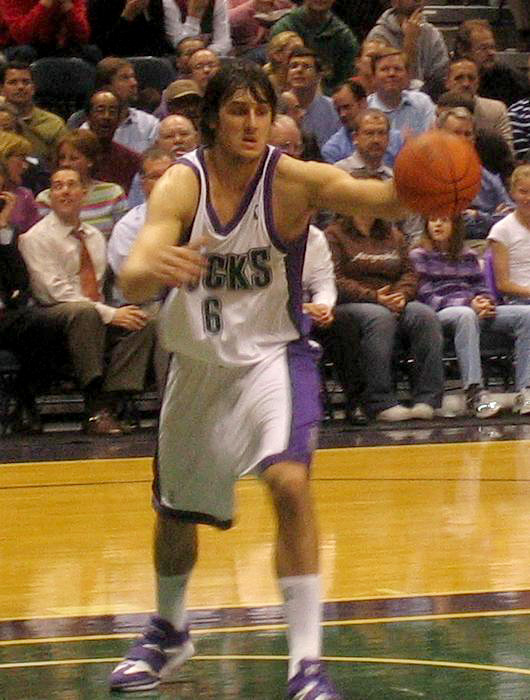
Andrew Bogut, con la maglia dei Milwaukee Bucks

Nonostante il talento di molti dei suoi giocatori, sempre fortissima nei suoi Campionati Oceanici, in virtù delle sue 20 medaglie, delle quali ben 18 d'oro, su 20 edizioni, quanto piuttosto in difficoltà nei massimi palcoscenici internazionali, ha vinto solo un bronzo ai Giochi Olimpici, ma nessuna medaglia ai Campionati mondiali, dove il miglior risultato è stato il quarto posto. Per un breve periodo, tra la fine degli anni ottanta e l'inizio degli anni novanta, è riuscita ad essere un team di buon livello mondiale, anche per la presenza quasi assidua alle massime competizioni, dove si è quasi sempre qualificata grazie alla sua strapotenza continentale.

## Piazzamenti

### Olimpiadi
- 1956 - 12°
- 1964 - 9°
- 1972 - 9°
- 1976 - 8°
- 1980 - 8°

- 1984 - 7°
- 1988 - 4°
- 1992 - 6°
- 1996 - 4°
- 2000 - 4°

- 2004 - 9°
- 2008 - 7°
- 2012 - 7°
- 2016 - 4°
- 2020 -  3°

### Campionati del mondo
- 1970 - 12°
- 1974 - 12°
- 1978 - 7°
- 1982 - 5°
- 1986 - 13°

- 1990 - 7°
- 1994 - 5°
- 1998 - 9°
- 2006 - 9°
- 2010 - 11°

- 2014 - 12°
- 2019 - 4°

### Campionati asiatici
- 2017 -  1°
- 2022 -  1°
- 2025 -  1°

### Campionati oceaniani
- 1971 -  1°
- 1975 -  1°
- 1978 -  1°
- 1979 -  1°
- 1981 -  1°

- 1983 -  1°
- 1985 -  1°
- 1987 -  1°
- 1989 -  1°
- 1991 -  1°

- 1993 -  1°
- 1995 -  1°
- 1997 -  1°
- 2001 -  2°
- 2003 -  1°

- 2005 -  1°
- 2007 -  1°
- 2009 -  2°
- 2011 -  1°
- 2013 -  1°

- 2015 -  1°

## Formazioni

### Olimpiadi
Pallacanestro ai Giochi della XVI Olimpiade3 Demos, 4 Heskett, 7 Bumbers, 8 Dargis, 9 Freidenfelds, 10 Burdett, 12 Dancis, 15 Sutton, 16 Ignatavicius, 17 Moy, 18 Finch, 19 Flick,        All. Ken Watson
Pallacanestro ai Giochi della XVIII Olimpiade4 Davie, 5 Hackwill, 6 Heard, 7 Wyatt, 8 Ah Matt, 9 Cole, 10 Rodwell, 11 Dancis, 12 Linde, 13 Hody, 14 Gaze, 15 Gardiner,        All. Keith Miller
Pallacanestro ai Giochi della XX Olimpiade4 Marsland, 5 Watson, 6 Duke, 7 Wyatt, 8 Palubinskas, 9 Kerle, 10 Byrne, 11 Crosswhite, 12 Tomlinson, 13 James, 14 Bender, 15 Koltuniewicz,        All. Lindsay Gaze
Pallacanestro ai Giochi della XXI Olimpiade - Torneo maschile4 Campbell, 5 Watson, 6 Cadee, 7 Barnett, 8 Palubinskas, 9 Blicavs, 10 Tucker, 11 Crosswhite, 12 Simon, 13 Walsh, 14 Maddock, 15 Tomlinson,        All. Lindsay Gaze
Pallacanestro ai Giochi della XXII Olimpiade - Torneo maschile4 Dalgleish, 5 McLeod, 6 Smyth, 7 Sengstock, 8 Ali, 9 Tucker, 10 Breheny, 11 Riddle, 12 Davies, 13 Walsh, 14 Morseu, 15 Crosswhite,        All. Lindsay Gaze
Pallacanestro ai Giochi della XXIII Olimpiade - Torneo maschile4 Campbell, 5 Keogh, 6 Smyth, 7 Sengstock, 8 M. Dalton, 9 Carroll, 10 Dalgleish, 11 A. Gaze, 12 Davies, 13 Morseu, 14 B. Dalton, 15 Borner,        All. Lindsay Gaze
Pallacanestro ai Giochi della XXIV Olimpiade - Torneo maschile4 Pearce, 5 Sibley, 6 Smyth, 7 Sengstock, 8 Keogh, 9 Carroll, 10 Longley, 11 Gaze, 12 Bradtke, 13 Dalton, 14 Vlahov, 15 Borner,        All. Adrian Hurley
Pallacanestro ai Giochi della XXV Olimpiade - Torneo maschile4 Dorge, 5 McKay, 6 Smyth, 7 Sengstock, 8 Keogh, 9 Loggins, 10 Gaze, 11 Heal, 12 Bradtke, 13 Longley, 14 Vlahov, 15 Borner,        All. Adrian Hurley
Pallacanestro ai Giochi della XXVI Olimpiade - Torneo maschile4 Ronaldson, 5 Maher, 6 Fisher, 7 Reidy, 8 Mackinnon, 9 Jensen, 10 Gaze, 11 Heal, 12 Bradtke, 13 Dorge, 14 Vlahov, 15 Borner,        All. Barry Barnes
Pallacanestro ai Giochi della XXVII Olimpiade - Torneo maschile4 Smith, 5 Maher, 6 Mackinnon, 7 Cattalini, 8 Grace, 9 Anstey, 10 Gaze, 11 Heal, 12 Bradtke, 13 Longley, 14 Vlahov, 15 Rogers,        All. Barry Barnes
Pallacanestro ai Giochi della XXVIII Olimpiade - Torneo maschile4 Ronaldson, 5 Maher, 6 Bogut, 7 Cattalini, 8 Rillie, 9 Bruton, 10 Smith, 11 Heal, 12 Saville, 13 Andersen, 14 Nielsen, 15 Rogers,        All. Brian Goorjian
Pallacanestro ai Giochi della XXIX Olimpiade - Torneo maschile4 Anstey, 5 Mills, 6 Bogut, 7 Ingles, 8 Newley, 9 Bruton, 10 Barlow, 11 Worthington, 12 Saville, 13 Andersen, 14 Nielsen, 15 Redhage,        All. Brian Goorjian
Pallacanestro ai Giochi della XXX Olimpiade - Torneo maschile4 Crawford, 5 Mills, 6 Gibson, 7 Ingles, 8 Newley, 9 Dellavedova, 10 Barlow, 11 Worthington, 12 Baynes, 13 Andersen, 14 Nielsen, 15 Marić,        All. Brett Brown
Pallacanestro ai Giochi della XXXI Olimpiade - Torneo maschile4 Goulding, 5 Mills, 6 Bogut, 7 Ingles, 8 Dellavedova, 9 Broekhoff, 10 Bairstow, 11 Lisch, 12 Baynes, 13 Andersen, 14 Motum, 15 Martin,        All. Andrej Lemanis
Pallacanestro ai Giochi della XXXII Olimpiade - Torneo maschile4 Goulding, 5 Mills, 6 Green, 7 Ingles, 8 Dellavedova, 9 Sobey, 10 Thybulle, 11 Exum, 12 Baynes, 13 Landale, 14 Reath, 15 Kay,        All. Brian Goorjian
Pallacanestro ai Giochi della XXXIII Olimpiade - Torneo maschile1 Daniels, 3 Giddey, 5 Mills, 6 Green, 7 Ingles, 8 Dellavedova, 11 Exum, 13 Landale, 15 Kay, 17 McVeigh, 22 Magnay, 26 Reath,        All. Brian Goorjian

### Campionati del mondo
Campionato mondiale maschile di pallacanestro 19704 Nagy, 5 Graham, 6 Kibble, 7 Riches, 8 Tomlinson, 9 Cole, 10 Simon, 11 Kerle, 12 Gardiner, 13 Leslie, 14 Gaze, 15 Duke,        All. John Raschke
Campionato mondiale maschile di pallacanestro 19744 Marsland, 5 Watson, 6 Duke, 7 Lampshire, 8 Palubinskas, 9 Kerle, 10 Blicavs, 11 Crosswhite, 12 Tomlinson, 13 Burbridge, 14 Maddock, 15 Koltuniewicz,        All. Lindsay Gaze
Campionato mondiale maschile di pallacanestro 19784 Dalgleish, 5 McLeod, 6 Smyth, 7 Sengstock, 8 Forbes, 9 Blicavs, 10 Maddock, 11 Riddle, 12 Morseu, 13 Walsh, 14 Hodges, 15 Gray,        All. Lindsay Gaze
Campionato mondiale maschile di pallacanestro 19824 Dalgleish, 5 M. Gaze, 6 Smyth, 7 Sengstock, 8 Scrigni, 9 Carroll, 10 Breheny, 11 Riddle, 12 Davies, 13 Keogh, 14 Dalton, 15 Borner,        All. Lindsay Gaze
Campionato mondiale maschile di pallacanestro 19864 Bruton, 5 Pearce, 6 Smyth, 7 Sengstock, 8 M. Dalton, 9 Carroll, 10 Kuiper, 11 Gaze, 12 Davies, 13 Cottrell, 14 B. Dalton, 15 Borner,        All. Adrian Hurley
Campionato mondiale maschile di pallacanestro 19904 Dorge, 5 McKay, 6 Smyth, 7 Sengstock, 8 Keogh, 9 Graham, 10 Gaze, 11 Morrissey, 12 Bradtke, 13 Longley, 14 Vlahov, 15 Borner,        All. Adrian Hurley
Campionato mondiale maschile di pallacanestro 19944 Ronaldson, 5 McKay, 6 Smyth, 7 Reidy, 8 Keogh, 9 Hubbard, 10 Gaze, 11 Heal, 12 Bradtke, 13 Rees, 14 Vlahov, 15 Borner,        All. Barry Barnes
Campionato mondiale maschile di pallacanestro 19984 Ronaldson, 5 Maher, 6 Fisher, 7 Drmic, 8 Mackinnon, 9 Dwight, 10 Gaze, 11 Heal, 12 Melmeth, 13 Anstey, 14 Vlahov, 15 Rogers,        All. Barry Barnes
Campionato mondiale maschile di pallacanestro 20064 Bogut, 5 Barlow, 6 Mackinnon, 7 Kendall, 8 Newley, 9 Bruton, 10 Smith, 11 Worthington, 12 Kickert, 13 Hinder, 14 Bruce, 15 Helliwell,        All. Brian Goorjian
Campionato mondiale maschile di pallacanestro 20104 Martin, 5 Mills, 6 Gibson, 7 Ingles, 8 Newley, 9 Marković, 10 Barlow, 11 Worthington, 12 Baynes, 13  Andersen, 14 Nielsen, 15 Marić,        All. Brett Brown
Campionato mondiale maschile di pallacanestro 20144 Goulding, 5 Broekhoff, 6 Gibson, 7 Ingles, 8 Newley, 9 Dellavedova, 10 Bairstow, 11 Exum, 12 Baynes, 13 Andersen, 14 Motum, 15 Jawai,        All. Andrej Lemanis
Campionato mondiale maschile di pallacanestro 20192 Sobey, 3 Gliddon, 4 Goulding, 5 Mills, 6 Bogut, 7 Ingles, 8 Dellavedova, 11 Kay, 12 Baynes, 20 Barlow, 34 Landale, 55 Creek,        All. Andrej Lemanis
Campionato mondiale maschile di pallacanestro 20231 Daniels, 2 Thybulle, 3 Giddey, 4 Goulding, 5 Mills, 6 Green, 7 Ingles, 9 Cooks, 11 Exum, 14 White, 15 Kay, 26 Reath,        All. Brian Goorjian

### Campionati oceaniani
Campionato oceaniano maschile di pallacanestro 19974 Ronaldson, 5 Maher, 6 Reidy, 7 Stiff, 8 Jensen, 9 Gaze, 10 Heal, 11 Bradtke, 12 Vlahov, 13 Zauner,        All. -
Campionato oceaniano maschile di pallacanestro 20015 Maher, 6 McGregor, 7 Saville, 8 Egan, 10 McDonald, 11 Nielsen, 12 Melmeth, 13 Dench, 14 Moore, 15 Knight,        All. -
Campionato oceaniano maschile di pallacanestro 20034 Ronaldson, 5 Black, 6 Mackinnon, 7 Andersen, 8 Rillie, 10 Smith, 11 Heal, 12 Saville, 13 Anstey, 14 Nielsen,        All. -
Campionato oceaniano maschile di pallacanestro 20054 Vasiljevic, 5 Holmes, 6 Newley, 7 Crawford, 8 Davidson, 9 Bruton, 10 Smith, 11 Worthington, 12 Saville, 13 Andersen, 14 Nielsen, 15 Helliwell, 17 Loughton,        All. Brian Goorjian
Campionato oceaniano maschile di pallacanestro 20074 Ryan, 5 Mills, 6 Mackinnon, 7 Kendall, 8 Newley, 9 Mee, 10 Smith, 11 Worthington, 12 Saville, 13 Andersen, 14 Hinder, 15 Helliwell,        All. Brian Goorjian
Campionato oceaniano maschile di pallacanestro 20094 Dellavedova, 5 Gibson, 6 Ogilvy, 7 Ingles, 8 Newley, 9 Crawford, 10 Harvey, 11 Worthington, 12 Forman, 13 Baynes, 14 Martin, 15 Jawai,        All. Brett Brown
Campionato oceaniano maschile di pallacanestro 20114 Martin, 5 Mills, 6 Gibson, 7 Ingles, 8 Newley, 9 Dellavedova, 10 Barlow, 11 Worthington, 12 Baynes, 13 Ogilvy, 14 Nielsen, 15 Marić,        All. Brett Brown
Campionato oceaniano maschile di pallacanestro 20134 Exum, 5 Mills, 6 Gibson, 7 Ingles, 8 Simmons, 9 Dellavedova, 10 Barlow, 11 Broekhoff, 12 Bairstow, 13 Andersen, 14 Petrie, 15 Nevill,        All. Andrej Lemanis
Campionato oceaniano maschile di pallacanestro 20154 Goulding, 5 Mills, 6 Bogut, 7 Gibson, 8 Newley, 9 Dellavedova, 10 Bairstow, 13 Andersen, 14 Motum, 15 Jawai, 16 Gliddon, 45 Broekhoff,        All. Andrej Lemanis

### Campionati asiatici
Campionato asiatico maschile di pallacanestro 20174 Gliddon, 5 Cadee, 6 Norton, 7 Creek, 8 Newley, 9 McCarron, 10 Blanchfield, 11 Kay, 12 Kickert, 13 Andersen, 14 Brandt, 15 Hodgson,        All. Andrej Lemanis
Campionato asiatico maschile di pallacanestro 20224 Ducas, 5 Proctor, 6 Swaka Lo Buluk, 7 Maker, 9 McDowell-White, 10 McCarron, 13 Froling, 14 Okwera, 23 Pinder, 25 Vague, 30 McDaniel, 35 Steindl,        All. Mike Kelly
Campionato asiatico maschile di pallacanestro 20251 Wessels, 2 Smith, 4 Daniels, 6 Hickey, 7 Foxwell, 9 Galloway, 10 Cooks, 13 Bannan, 14 White, 17 McVeigh, 21 Henshall, 22 Magnay,        All. Adam Caporn

### Giochi del Commonwealth
Pallacanestro ai XVIII Giochi del Commonwealth - Torneo maschile4 Ronaldson, 5 Holmes, 6 Mackinnon, 7 Kendall, 8 Newley, 9 Bruton, 10 Smith, 11 Worthington, 12 Mottram, 13 Hinder, 14 Davidson, 15 Rogers,        All. Brian Goorjian
Pallacanestro ai XXI Giochi del Commonwealth - Torneo maschile1 Walker, 3 Gliddon, 4 Goulding, 5 Cadee, 6 Norton, 7 Kay, 8 Newley, 12 Kickert, 14 Brandt, 15 Martin, 20 Sobey, 24 Wagstaff,        All. Andrej Lemanis